# George Blaettermann
George Blaettermann (* 4. April 1782 im damals sächsischen Langensalza nach verschiedenen Quellen entweder als Georg Wilhelm Blättermann oder Georg Walter Clemens Blättermann; † 1. Januar 1850 in Keswick, Virginia) war von 1824 bis 1840 Gründungsprofessor für moderne Sprachen an der University of Virginia und in dieser Position zeitweise Lehrer von Edgar Allan Poe.

## Leben und Wirken
Blaettermann studierte in Göttingen, Heidelberg und Leipzig. Albert Bernhardt Faust vermerkte 1912 dazu: „Er hatte in Göttingen den Doktor beider Rechte erworben und war zur Zeit seiner Berufung in England an der Universität Oxford als Professor der Philologie tätig. Professor Blättermann führte auch das Studium des Angelsächsischen und vergleichende Sprachstudien ein.“ 1812 schloss sich Blaettermann Napoleons Russlandfeldzug an und zog hernach nach London. Vermutlich ab dieser Zeit führte er seinen anglisierten Namen.
Von London aus verfasste Blaettermann am 27. April 1819 einen Brief in französischer Sprache an Thomas Jefferson, in dem er seine Dienste als Hochschullehrer in der neu gegründeten University of Virginia (UVA) offerierte. Darin verweist er auf eine zwölfjährige Lehrerfahrung in Französisch, Deutsch, Italienisch, Englisch und Latein sowie auf beigefügte Referenzen einiger Freunde aus London. Fünf Jahre später, im Alter von 41 Jahren und pünktlich zur Aufnahme des Lehrbetriebs, wurde Blaettermann tatsächlich zu diesem Amt berufen und verlegte seinen Lebensmittelpunkt von London nach Charlottesville. Als Beauftragter zur Prüfung der Tauglichkeit als potentieller Professor für die UVA diente Jeffersons Vertrauter Francis Walker Gilmer.

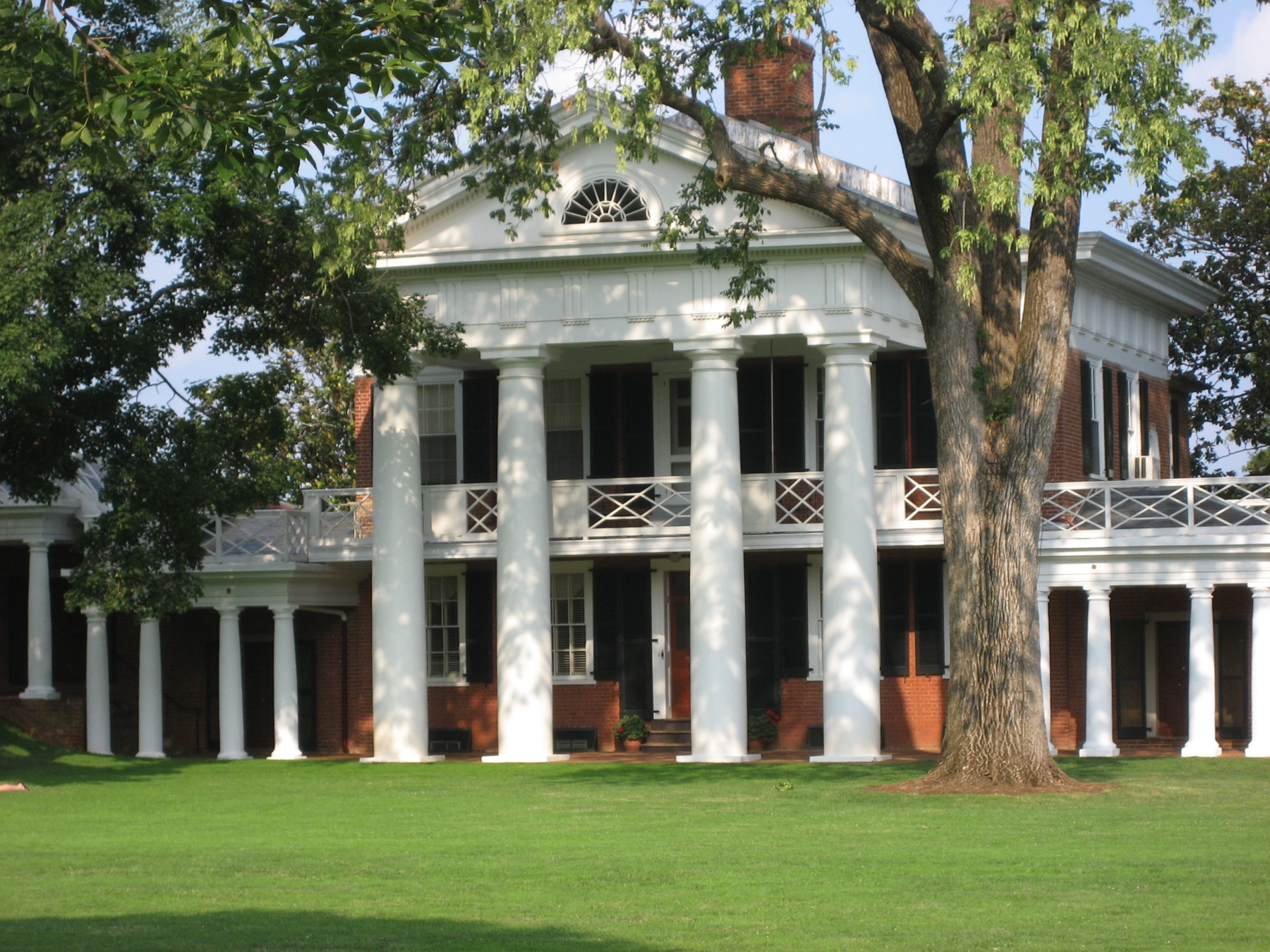
Pavillon IV auf dem berühmten Lawn der University of Virginia, dessen erster Bewohner Blaettermann war

In Charlottesville angekommen, wohnte Blaettermann zunächst im Pavillon IV auf dem Campus der UVA. Seine pädagogisch-didaktischen Fähigkeiten waren dem Vernehmen nach bescheiden. Sein Verhalten sowohl gegenüber Kollegen als auch Studenten wurde als „arrogant, unwirsch, unhöflich“ beschrieben. In der Folge wurde 1830 sein Gehalt gekürzt, um seinen Studenten einen Tutor zur Seite stellen zu können. Poe hingegen „scheint einer seiner seltenen Bewunderer gewesen zu sein“ und Blaettermanns Einfluss zeichnete sich in mehreren Werken Poes ab, u. a. in seiner ersten veröffentlichten Kurzgeschichte mit dem Titel Metzengerstein.
1828 erwarb Blaettermann bei einer Auktion die Limestone-Farm in Keswick, südlich von Charlottesville. Sie hatte zuerst Robert Sharpe Jr., einem Bekannten und Nachbarn Jeffersons, gehört, dann James Monroe, der allerdings die Raten für den Immobilienkredit nicht mehr bedienen konnte. Der dort abgebaute Kalkstein diente seinerzeit Jefferson beim Bau von Monticello. Möglich geworden war Blaettermann der Kauf deswegen, weil er neben seiner Tätigkeit an der UVA mit Immobilien im Albemarle County handelte. Blaettermann ließ auf dem Gelände ein weiteres Gebäude errichten, das Limestone House. Das Gelände umfasst insgesamt 137 ha Fläche; der Baubestand wurde während und nach Blaettermanns Wirken dort mehrfach erweitert. 2006 wurde die Farm in das National Register of Historic Places aufgenommen.
Bereits 1820 adoptierten Blaettermann und seine Frau Elizabeth Charlotte Dean Blaettermann zwei ihrer Großneffen. Die Ehe wurde als stürmisch beschrieben. Am 8. September 1840 einigen sich Blaettermann und seine Frau im Einvernehmen auf die Aufhebung dieser. Im unmittelbaren Zusammenhang damit wurde bekannt, dass Blaettermann seine Frau zwei Mal in der Öffentlichkeit geschlagen hatte. Als Konsequenz dessen wurde Blaettermann am 14. September 1840 durch ein einstimmiges Votum seines Amtes enthoben.
Am 1. Januar 1850 starb George Blaettermann eines unerwarteten Todes in Limestone. Obgleich die Universität seiner Bestattung auf dem Universitätsfriedhof zustimmte, wurde er vermutlich anonym auf seiner Farm beigesetzt.